# Frantzén

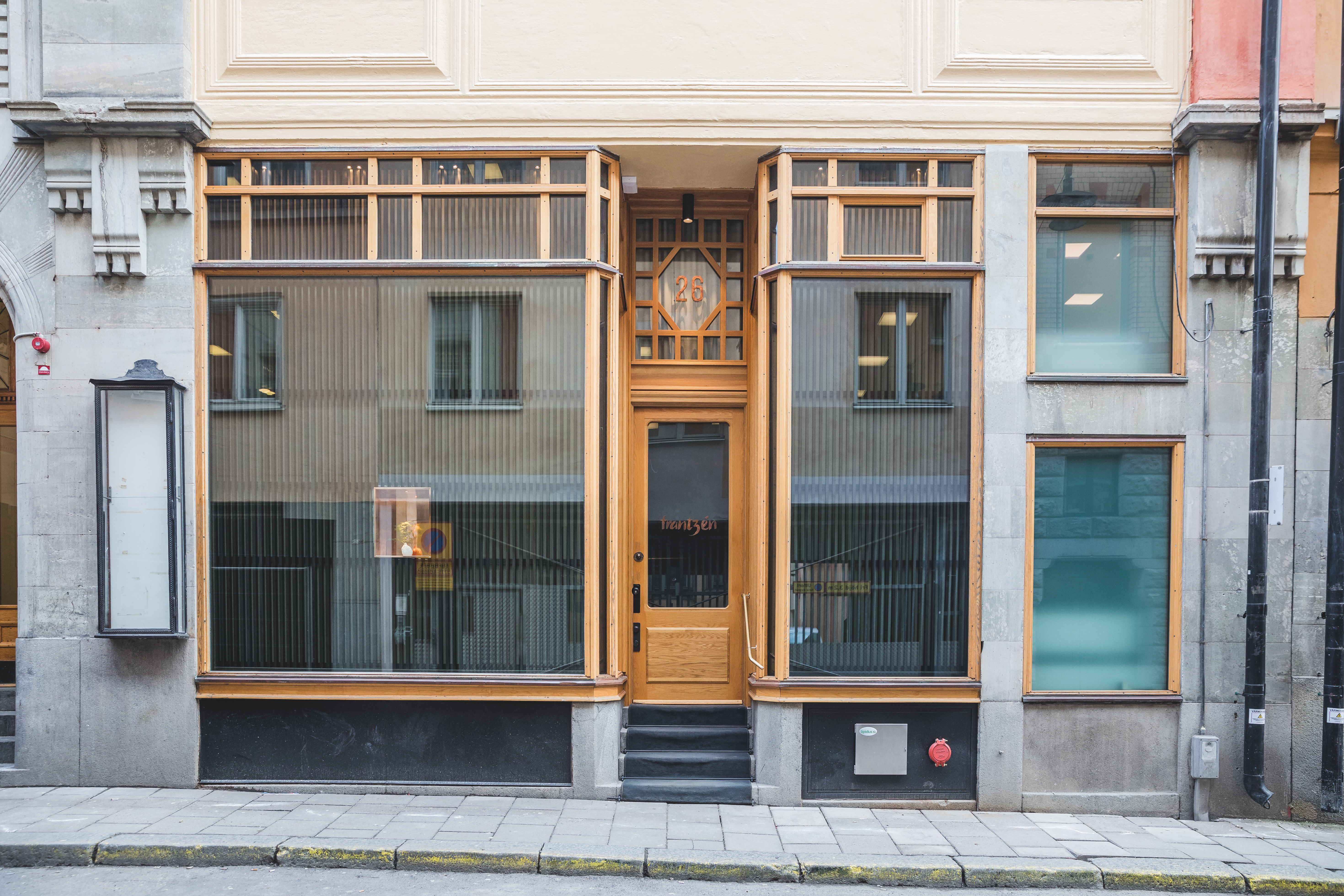
Frantzén på Klara norra kyrkogata

Frantzén är en restaurang på Klara norra kyrkogata 26 på Norrmalm i Stockholm. Restaurangen har uppmärksammats internationellt och tilldelats flera prestigefyllda priser. Frantzén blev 2018 den första svenska restaurang att belönas med tre stjärnor i Michelinguiden. Restaurangen fick sin tredje stjärna redan under första året efter nyöppningen i nya och större lokaler.

## Övriga utmärkelser

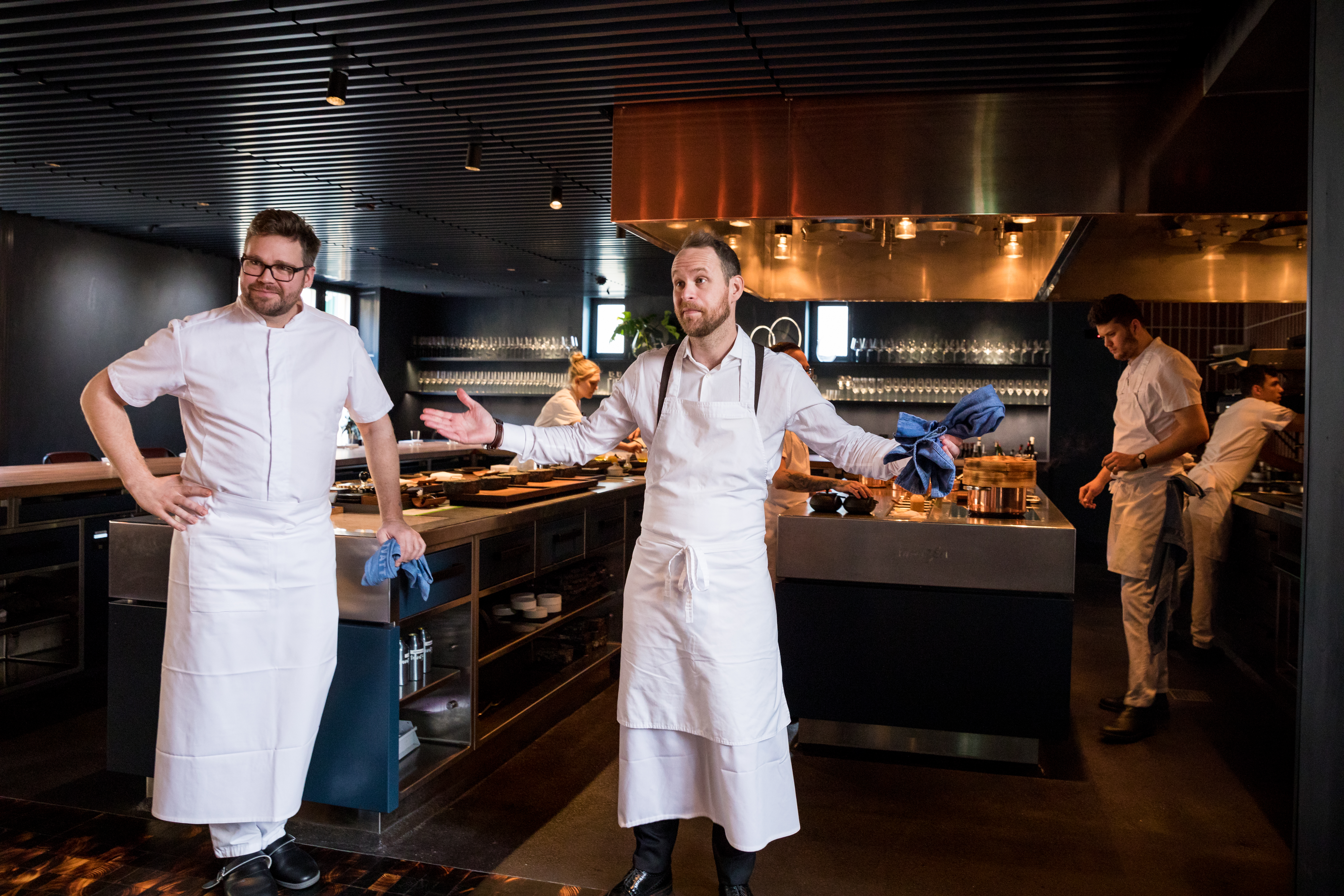
Björn Franzen (t.h.) och tidigare kökschefen Marcus Jernmark i köket, 2018

Frantzén fick en första stjärna i Michelinguiden 2009. 2010 tilldelades den som en av fyra restauranger i Norden två stjärnor. 2010 tilldelades restaurangen också priset Årets Krog på Restauranggalan. 2013 blev restaurangen utnämnd till världens 12:e bästa restaurang av The World's 50 Best Restaurants. Den nyöppnade restaurangen placerade sig på plats 21 i 2019 års upplaga av topp 50-listan, som enda svenska restaurang. År 2021 blev Frantzén utsedd till världens sjätte bästa restaurang enligt World’s 50 Best Restaurants. 2023 utsågs Frantzén till världens bästa restaurang av restaurangguiden La Liste.

## Viktiga händelser
2008 öppnade köksmästaren Björn Frantzén och konditorn Daniel Lindeberg restaurangen Frantzén/Lindeberg på Lilla Nygatan 21 i Gamla stan. De båda hade tidigare arbetat tillsammans på Edsbacka krog innan de bestämde sig för att driva en egen verksamhet. Den lilla restaurangen, som låg i samma lokal där restaurangen Mistral fanns till i slutet av 2007, kunde sammanlagt ta emot 19 gäster.

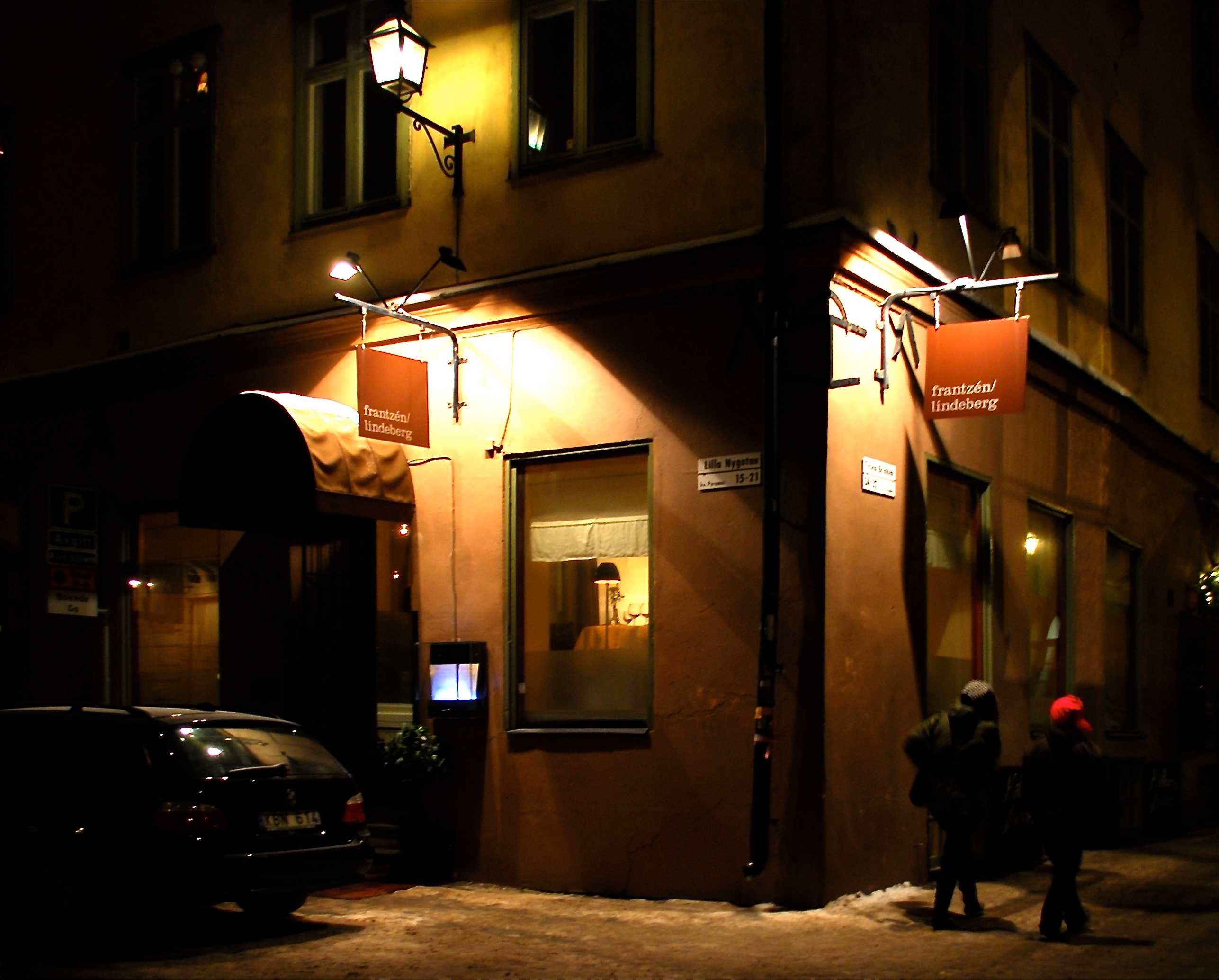
Gamla Frantzén/Lindeberg i Gamla stan

Efter att Lindeberg lämnat restaurangen och företaget, för att sedermera öppna ett mindre bageri i Nacka, fick restaurangen sitt nuvarande namn den första maj 2013 i Björn Frantzéns  regi. Händelserna som ledde till att duon gick isär har skildrats i dokumentärfilmen Hunger från 2015.
Under våren 2013 växte verksamheten i form av gastropuben The Flying Elk, vinbaren Gaston och cocktailbaren Corner Club.
Restaurangen i Gamla stan stängde för gott den 9 juli 2016. Den 30 augusti 2017 slog restaurangen upp portarna i de nya lokalerna på Norrmalm, som inte bara innebar större ytor utan även möjligheten att tillaga råvaror över öppen eld. Byggkostnaden uppskattades till 75 miljoner och medfinansiär var bland andra Antonia Ax:son Johnson som är andra största ägare efter Björn Frantzén i restaurangkoncernen. I 2018 års upplaga av Michelinguiden belönades restaurangen med tre röda korslagda bestick för service, miljö och övriga intryck utöver själva maten, där den röda färgen betyder att restaurangen bedömts som ett särskilt trevligt etablissemang.
Restaurangen har vid olika tillfällen kritiserats för att den saknar kollektivavtal. Kritiken var särskilt kraftfull i samband med att restaurangen fick sin tredje stjärna i Michelinguiden.